# أبو سادات محمد صائم
أبو سادات محمد صائم (بالإنجليزية: Abu Sadat Mohammad Sayem)‏ (29 مارس 1916 – 8 يوليو 1997) كان مشرعا بنغلاديشيا ورجل دولة. كان أول من شغل منصب رئيس قضاة بنغلاديش للفترة من 1972 إلى 1975. صار رئيسا لبنغلاديش بعد الانقلاب العسكري المضاد في نوفمبر 1975. شغل منصب كبير مديري قانون الأحكام العرفية. ترأس محمد صائم مجلس الوزراء برئاسة ثلاثة من قادة القوات المسلحة. شملت الحكومة تكنوقراطيين مدنيين وسياسيين. استقال محمد صائم بسبب اعتلال الصحة في أبريل 1977 ، وحل محله الرئيس ضياء الرحمن.

## سيرته الذاتية
ولد أبو سادات محمد صائم في 29 مارس 1916 في مقاطعة رانجبور، البنغال، الهند البريطانية. درس في مدرسة مقاطعة رانجبور وكلية كارميكائيل. درس لاحقا في جامعة برزدنسي في كلكتا وتخرج من كلية القانون في جامعة كلكتا.

## المناصب
بدأ محمد صائم العمل محاميا في محكمة كلكتا العليا في عام 1944. وبعد تقسيم الهند في عام 1947، انتقل إلى دكا في البنغال الشرقية التي كانت تتبع باكستان. انضم إلى محكمة دكا العليا التي أنشئت حديثا. التحق بشركة بصفة محام مبتدئ. انتخب سكرتيرا لنقابة المحامين في محكمة دكا العليا. وانتخب لاحقا نائبا لرئيس نقابة المحامين. كان عضوًا في رابطة محامي باكستان الشرقية. كما انتخب لاحقا أمينًا وأمينًا عامًا ونائبًا لرئيس رابطة محامي باكستان الشرقية.
انتخب محمد صائم أيضًا إلى المجلس المحلي في مصرف دولة باكستان. عين قاضياً في محكمة دكا العليا في 3 يوليو 1962. وعمل في لجنة التحقيق لمعرفة أسباب النزوح والطرد من أفراد مجتمع الأقلية في عام 1967. في عام 1970، عين في لجنة تعيين الحدود المسؤولة لتعيين الدوائر الانتخابية البرلمانية. تم تعيينه في لجنة الانتخابات.
في عام 1971، أصبحت بنغلاديش دولة مستقلة في أعقاب حرب الاستقلال البنغلاديشية. في 12 يناير 1972 ، أصبح محمد صائم رئيس قضاة المحكمة العليا في بنغلاديش. في 17 ديسمبر 1972، أصبح رئيس قضاة بنغلاديش بعد إنشاء المحكمة الأعلى في بنغلاديش. أعطى الحكم على قضية متعلقة بشأن تبادل الجيوب بين بنغلاديش والهند.
تولى محمد صائم منصب رئيس ومدير قانون الأحكام العرفية في 6 نوفمبر 1975 في أعقاب الانقلاب الذي قاده العميد خالد مشرف في 3 نوفمبر 1975. وفي 29 نوفمبر 1976، أزال نفسه من مكتب رئيس دائرة الأحكام العرفية وحل محله رئيس أركان الجيش اللواء ضياء الرحمن. في 21 أبريل 1977، استقال من رئاسة بنغلاديش لأسباب صحية. خلفه اللواء ضياء الرحمن رئيسًا لبنغلاديش.

## الوفاة
توفي في 8 يوليو 1997 في دكا عاصمة بنغلاديش.